# The Breaks
The Breaks (deutsch: „Die Pausen“) ist ein Lied von Kurtis Blow aus dem Jahre 1980, es erschien auf seinem gleichnamigen Debütalbum. The Breaks war einer der ersten Rapsongs, die es international in die Charts schafften und der erste Rapsong überhaupt, der in den Vereinigten Staaten mit einer Goldenen Schallplatte ausgezeichnet wurde. In den amerikanischen Billboard Hot 100 erreichte der Titel eine Höchstposition von Platz 87. In Deutschland war The Breaks noch erfolgreicher und erreichte Platz 56. Außerdem ist The Breaks mit einer Länge von 7:42 Minuten einer der längsten Rapsongs überhaupt. Musikalisch gesehen wird der Titel in den Rap sowie das Old-School-Hip-Hop-Genre einsortiert. Auf der B-Seite von The Breaks ist das Instrumentalstück des Titels zu hören sowie das Lied Do It Yourself. Heute gilt The Breaks unumstritten als Klassiker des Hip-Hop.

## Geschichte
Das Lied wurde bereits 1979 in New York City aufgenommen. Kurtis Blow, Robert Ford Jr., J.B. Moore, Russell Simmons, Larry Smith schrieben das Lied zusammen. Für die Produktion sorgten Larry Green, J.B. Moore. Kurtis Blow kam über das DJing zum Rap, was den Titel auch maßgeblich beeinflussen sollte. 1980 bekam Kurtis Blow einen Plattenvertrag bei den Mercury Records, dies geschah nach der Aufnahme seiner ersten Single Christmas Rappin – etwa zur gleichen Zeit, als die Sugarhill Gang mit Rapper’s Delight den ersten Hit der Hip-Hop-Musik landete. Zu dieser Zeit wurde dieser Musikstil noch als eine vorübergehende Erscheinung belächelt, und es gab großen Widerstand, Blow unter Vertrag zu nehmen. Nachdem Christmas Chapin veröffentlicht worden war, veröffentlichte Kurtis The Breaks anschließend als 12" Single.

### Inhalt und Musikalisches
Im Lied finden sich einige Breaks im Bluesschema in der A-A-B-A-Form. Des Weiteren nutzte man Breakbeats von früheren Hip-Hop-Aufnahmen, die funkige Schlagzeugbreaks sampeln und als Grundlage für die Produktion dienten. Der so genannte Breakdown wurde auch für das Lied verwendet, wo ein DJ eine Soundschicht des Liedes nach der anderen ausblendet.
Der Text zum Lied fiel Kurtis ein, nachdem er zum ersten Mal den funkigen Beat des Liedes gehört hatte. Als er das Lied aufnahm, improvisierte er den ganzen Text und gestaltete es einfach, indem er 84 mal das Wort „break“ benutzte, mit verschiedenen Bedeutungen. Das Wort dient als Referenz zum Titel, stellt aber auch den Inhalt des Liedes dar, in dem es darum geht, sich auch mal Freizeit zu gönnen und seine Pausen positiv zu gestalten.
- In The Breaks wird insgesamt 84 mal das Wort „break“ (oder Wörter mit ähnlichen Bedeutungen) wiederholt.
- Im Lied gibt es sechs Breakdowns (fünf davon enthalten den Outro).
- Der Funk-Beat im Lied wurde original für The Breaks aufgenommen, und stammt nicht von Long Train Runnin der The Doobie Brothers, wie viele Musikkritiker vermuteten. The Breaks wurde von vielen Künstlern gesampelt.
- Die Bassline wurde von „T-Bone“ Wolk eingespielt, dem späteren Bassisten von Hall & Oates und Mitglied der Saturday-Night-Live-Band.

## Coverversionen
- 1997: Nadanuf feat. Kurtis Blow[2]
- 1998: A Skillz feat. Krafty Kuts & Kurtis Blow

## Sonstiges
Das Lied ist in den Spielen Grand Theft Auto: Vice City, True Crime: New York City und Scarface: The World Is Yours zu hören.